# Казолта (Лоди)
Казолта је насеље у Италији у округу Лоди, региону Ломбардија.
Према процени из 2011. у насељу је живело 54 становника. Насеље се налази на надморској висини од 86 м.